# Андріанамбоацимарофі
Андріанамбоацимарофі (*д/н — бл. 1798) — 5-й мпанзака (володар) Імерина-Імеринацимо у 1787—1798 роках.

## Життєпис
Онук Андріампунімерини, мпанзаки Імеринацимо і син принцеси Рамананімерини. Посів трон після смерті вуйка Андріамбалогері близько 1787 року.
Невдовзі стикнувся з нападом Андріанампуанімерини, мпаазакою Імерини-Аварадрано. 1792 року зазнав поразки, залишивши свою столицю Антананаріву. Він відступив спочатку до Аносизато, а потім до Феноаріву (в Амбодірані), де відновив свою потугу, після чого перейшов у наступ.
Після трьох невдалих кампаній, близько 1796 року зумів відвоювати Антананаріву, скориставшись загальними святами, в яких брав участь Андріанампуанімерина. Втім не зміг утримати місто тривалий час. Зрештою вистушен був відступити до Феноаріву, яку перетворив в свою резиденцію. Продовжив боротьбу до самої смерті у 1798 році. Йому спадкував син Андріамароманумпу.